# CAC 40
De CAC 40 (Cotation Assistée en Continu, in beursverslaggeving gebruikelijk uitgesproken in het Frans, dus als CAC quarante) is de aandelenindex van de 40 belangrijkste bedrijven aan de Franse beurs. De index is begonnen met als beginwaarde een stand van 1000 punten. De index wordt viermaal per jaar herwogen.

## Samenstelling
De aandelenindex bestaat uit maximaal veertig aandelen op basis van een aantal criteria. Alle bedrijven op de beurs worden gerangschikt naar marktkapitalisatie en daarna wordt de vrije marktkapitalisatie in de berekening betrokken. Tot slot wordt de verhandelbaarheid van de aandelen in aanmerking genomen. De veertig bedrijven die als hoogste scoren worden in de index opgenomen. Bij de weging wordt een bedrijf afgekapt op een maximaal gewicht van 15% in de CAC 40.
De index wordt per kwartaal aangepast. De veranderingen gaan altijd in op de derde vrijdag van maart, juni, september en december. De free float wordt ieder jaar in september opnieuw bekeken.
Per ultimo december 2022 was LVMH veruit de grootste onderneming in de index met een gewicht van 11,7%, gevolgd door TotalEnergies met 9,9% en Sanofi met zo'n 7% in de CAC 40.

## Bedrijven
In november 2022 bestond de CAC 40 uit de volgende bedrijven:
| - Air Liquide - Airbus - Alstom - ArcelorMittal - AXA - BNP Paribas - Bouygues - Capgemini - Carrefour - Crédit Agricole | - Danone - Dassault Systèmes - Engie - EssilorLuxottica - Eurofins Scientific - Hermès - Kering - Legrand - L'Oréal - LVMH | - Michelin - Orange - Pernod Ricard - Publicis - Renault - Safran - Saint-Gobain - Sanofi - Schneider Electric - Société Générale | - Stellantis - STMicroelectronics - Teleperformance - Thales - TotalEnergies - Unibail-Rodamco-Westfield - Veolia Environnement - VINCI - Vivendi - Worldline |

## Koersontwikkeling
| Jaar | Slotkoers | Mutatie in punten | Mutatie in % |
| ---- | --------- | ----------------- | ------------ |
| 1987 | 1000,00   |                   |              |
| 1988 | 1573,94   | 573,94            | 57,39        |
| 1989 | 2001,08   | 427,14            | 27,14        |
| 1990 | 1517,93   | −483,15           | −24,14       |
| 1991 | 1765,66   | 247,73            | 16,32        |
| 1992 | 1857,80   | 92,14             | 5,22         |
| 1993 | 2268,22   | 410,42            | 22,09        |
| 1994 | 1881,15   | −387,07           | −17,06       |
| 1995 | 1871,97   | −9,18             | −0,49        |
| 1996 | 2315,73   | 443,76            | 23,71        |
| 1997 | 2998,91   | 683,18            | 29,50        |
| 1998 | 3942,66   | 943,75            | 31,47        |
| 1999 | 5858,32   | 1915,66           | 48,59        |
| 2000 | 5926,42   | 68,10             | 1,16         |
| 2001 | 4624,58   | −1301,84          | −21,97       |
| 2002 | 3063,91   | −1560,67          | −33,75       |
| 2003 | 3557,90   | 493,99            | 16,12        |
| 2004 | 3821,16   | 263,26            | 7,40         |
| 2005 | 4715,23   | 894,07            | 23,40        |
| 2006 | 5541,76   | 826,53            | 17,53        |
| 2007 | 5614,08   | 72,32             | 1,31         |
| 2008 | 3217,97   | −2396,11          | −42,68       |
| 2009 | 3936,33   | 718,36            | 22,32        |
| 2010 | 3804,78   | −131,55           | −3,34        |
| 2011 | 3159,81   | −644,97           | −16,95       |
| 2012 | 3641,07   | 481,26            | 15,23        |
| 2013 | 4295,95   | 654,88            | 17,99        |
| 2014 | 4272,75   | −23,20            | −0,54        |
| 2015 | 4637,06   | 364,31            | 8,53         |
| 2016 | 4862,31   | 225,25            | 4,86         |
| 2017 | 5312,56   | 450,25            | 9,26         |
| 2018 | 4730,69   | −581,87           | −10,95       |
| 2019 | 5978,06   | 1247,37           | 26,37        |
| 2020 | 5551,41   | −426,65           | −7,68        |
| 2021 | 7153,03   | 1601,62           | 28,85        |
| 2022 | 6473,76   | −679,27           | −9,50        |
| 2023 | 7543,18   | 1069,42           | 16,52        |
| 2024 | 7380,74   | −162,44           | −2,15        |

 AEX ·  ATX ·  BEL 20 ·  BET-20 ·  BIRS ·  BIST 100 ·  BUX ·  CAC 40 ·  CROBEX ·  DAX ·  FTSE 100 ·  FTSE MIB ·  IBEX ·  Iceland 15 ·  ISEQ ·  LuxX ·  OMX Copenhagen 20 ·  OMX Helsinki 25 ·  OMX Stockholm 30 ·  OBX ·  PSI ·  PX Index ·  SAX ·  SMI ·  WIG 20